# Автокоммуникация
Автокоммуника́ция (от греч. αὐτός — сам — и лат. communication — связь, сообщение; букв. общение с самим собой) — это форма коммуникации и тип информационного процесса в культуре, суть которого заключается в том, что адресат и адресант сообщения совпадают.

## История
Термин был введен Ю. М. Лотманом в статье «О двух моделях коммуникации в системе культуры» (1973). Согласно Лотману, коммуникация осуществляется как минимум по двум каналам, устроенным различным образом — в соответствии с двумя возможными направлениями передачи сообщения. Первым, наиболее распространенным, является направление «Я-ОН» (где «Я» — это адресант, а «ОН» — адресат). При передаче сообщения предполагается, что адресанту известно нечто неизвестное адресату. Вторым направлением является автокоммуникация; это направление «Я-Я».
Автокоммуникация может показаться парадоксальной, однако этот тип коммуникации встречается довольно часто и играет важную роль в культуре. «Я»-адресат в случае такой коммуникации приравнивается к третьему лицу. В отличие от направления «Я-ОН», при котором информация перемещается в пространстве, в случае автокоммуникации сообщение перемещается во времени. Лотмана прежде всего интересует тот случай, когда передача информации выполняет не мнемоническую, а иную культурную функцию: ценность автокоммуникации заключается в том, что передаваемое таким образом сообщение становится более значимым, передаваемая информация не становится избыточной. Сообщение приобретает новый смысл в силу того, что оно перекодируется, вводится новый код. В результате адресант (он же адресат) трансформируется, чего не происходит в том случае, когда информация передается третьему лицу.
Информация передается по каналу «Я-Я», когда субъект обращается с текстами и речами к самому себе. Это могут быть дневниковые записи, автобиография, чтение собственного текста. Также автокоммуникацией Лотман называет процесс, когда на внутренний монолог субъекта влияет внешняя ситуация (например, звуки окружающей среды) — добавочные внешние коды перестраивают словесное сообщение. Та же ситуация возникает в том случае, когда писатель читает собственный текст не в черновом варианте, а напечатанным. Передавая информацию самому себе, адресат внутренне перестраивает свою сущность, поскольку сущность личности можно трактовать как индивидуальный набор значимых кодов для коммуникации, а этот набор в процессе автокоммуникации меняется.

## Последствия
Концепт Лотмана становится особенно значимым в философии постмодернизма. Многие ключевые для постмодернизма концепты (в первую очередь, деконструкция и смерть автора) могут быть описаны как осуществляющиеся в режиме автокоммуникации, посредством её.

## Критика, альтернативные точки зрения
В автокоммуникативной по своей сути книге «Ролан Барт о Ролане Барте», впервые изданной в 1975 году, философ называет современное ему общество обществом отправителей:
«Я живу в обществе отправителей (каковым являюсь и сам): все, с кем я встречаюсь или кто пишет мне, посылают мне какую-нибудь книгу, текст, отчет, проспект, письмо с протестом, приглашение на спектакль или выставку и т. п. Со всех сторон так и прет наслаждение письмом, производством; а поскольку система эта коммерческая, то свободное производство и здесь переживает кризисы, резкие колебания и панику; как правило, тексты и зрелища стремятся туда, где на них нет спроса; на свою беду, они не встречают ни друзей и тем более ни партнеров, а лишь „знакомых“; в результате эта коллективная эякуляция письма, в которой можно было бы усмотреть утопическую сцену свободного общества (где наслаждение циркулирует без посредства денег), сегодня походит на конец света».
Р. Барт описывает такую ситуацию, когда две модели коммуникации смешиваются. Описанная ситуация со временем усилилась, и сейчас не всегда можно отличить коммуникацию от автокоммуникации. Автокоммуникация трансформировалась — адресанту становятся нужны не адресаты (адресатом является он сам), а свидетели. То есть автокоммуникация уже не является самоценной без свидетелей, не обладая внешними чертами коммуникации «Я-ОН». Но сообщение может не найти свидетеля, поскольку все поглощены процессом отправления.

## Автокоммуникация в современном обществе
В культуре постмодерна автокоммуникативные процессы выражены особенно ярко, поскольку представления о частном трансформируются, жизнь человека становится более открытой. Если раньше автокоммуникация проявлялась преимущественно в формах, действительно обращенных к адресату сообщения, то теперь для автокоммуникации используются каналы, созданные для коммуникации по модели «Я-ОН» (например, социальные сети).

## Место в массовой культуре
Современная культура, в силу развития технологий, способствующих коммуникации субъекта с самим собой, а также акцентуации субъекта на себя, автокоммуникативна. В связи с этим концепт автокоммуникации находит неизбежное выражение в произведениях массовой культуры. Например, фильм «Бездельник» (Slacker, 1991) полностью посвящён автокоммуникации. Весь фильм состоит из монологов множества персонажей. Одновременно монолог произносит, перемещаясь по городу, один персонаж, причем речь, с которой он обращается к другому или другим, обладает всеми чертами автокоммуникации. «ОН» не является адресатом сообщения. Окончив свою речь, персонаж удаляется, и далее, как правило, новым адресантом сообщения становится молчащий ранее слушатель, обращаясь с речью к другому (но по сути к себе).

Термин «автокоммуникация» даже упоминается в рецензиях на данный фильм:
«Это — бессюжетный видеоряд, иллюстрирующий завороженность автокоммуникацией. В фильме практически отсутствуют моменты, за исключением сюжетных периферических склеек, где бы сценарный герой оставался в одиночестве и полном молчании — вне перманентной знаковой работы, вне озабоченности некоим символическим дискурсом. Или говорливые компании, или щебечущие парочки, или молчаливая автокоммуникация, интенсивный монолог с самим собой. Даже обыкновенные повседневные действа, вроде похода за кофе или газетой, обрастают текущей коммуникацией, становятся её придатком. Здесь живёт, царствует, доминирует коммуникативность. А странные, искусно и остро подобранные, фиктивные диалоги лишь уводят от этой фундаментальной вовлеченности в сам процесс коммуникации. Включенность… даже не в сами процедуры передачи информации, эмоционального поглаживания собеседника, а в процесс говорения, — повседневно „магического“, предельно эгоцентричного, артикулирующего некую „самость“, личностную подлинность».
Автокоммуникация в произведениях массовой культуры не обязательно связана с темой технологий или принимает черты коммуникации с другими, как в фильме «Бездельник». Мотив раздвоения личности, когда «Я»-адресат воспринимается как третье лицо, часто встречается в современном искусстве — например, в книге «Бойцовский клуб» и её экранизации. Главный герой трансформируется благодаря встрече и коммуникации с решительным Тайлером Дерденом, философия которого проявляется в действии. В итоге главный герой понимает, что остановить Тайлера можно только убив самого себя, при этом не осознавая, что Тайлер — это и есть он сам.